# František Adam Petřina

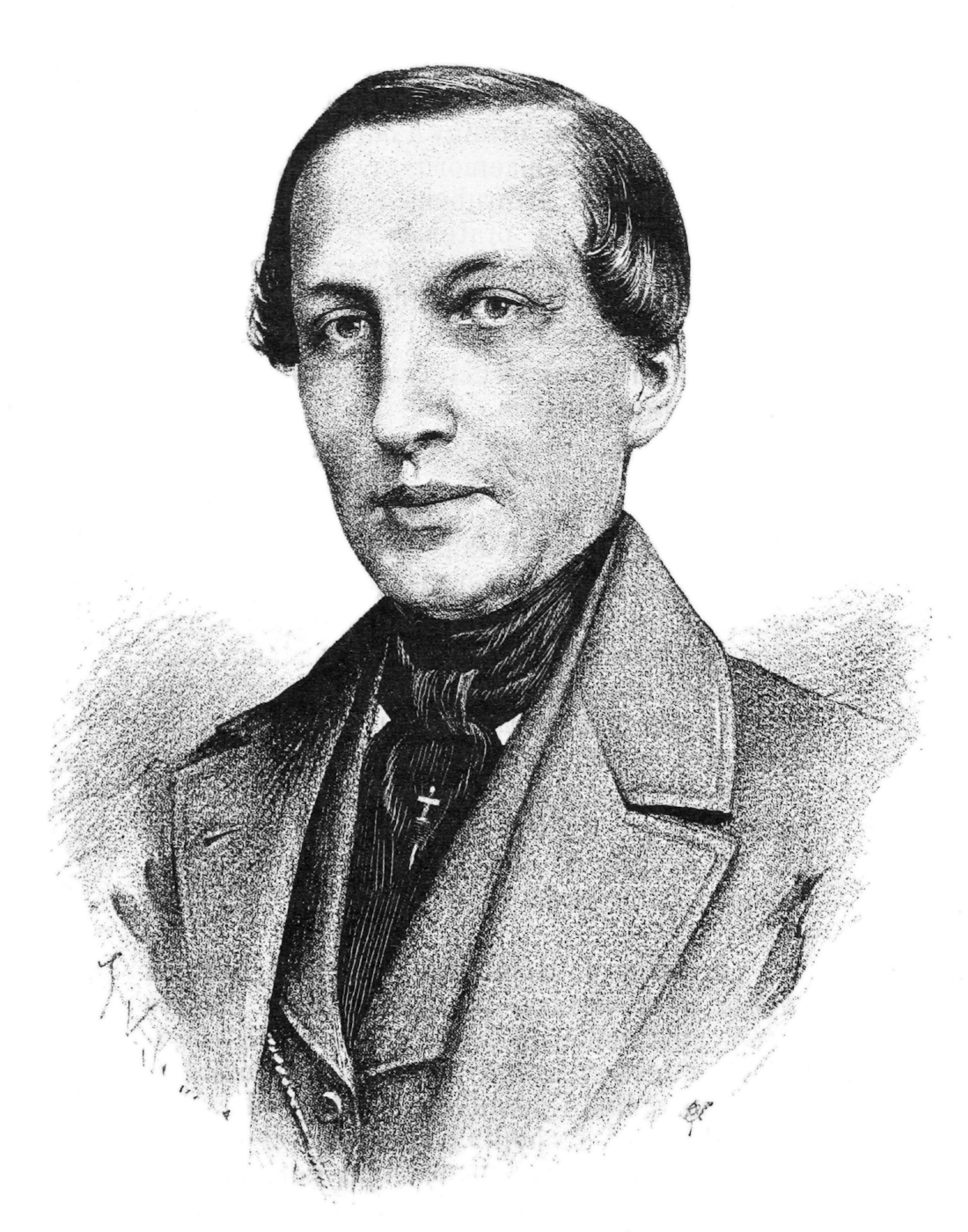
Jan Vilímek: František Adam Petřina

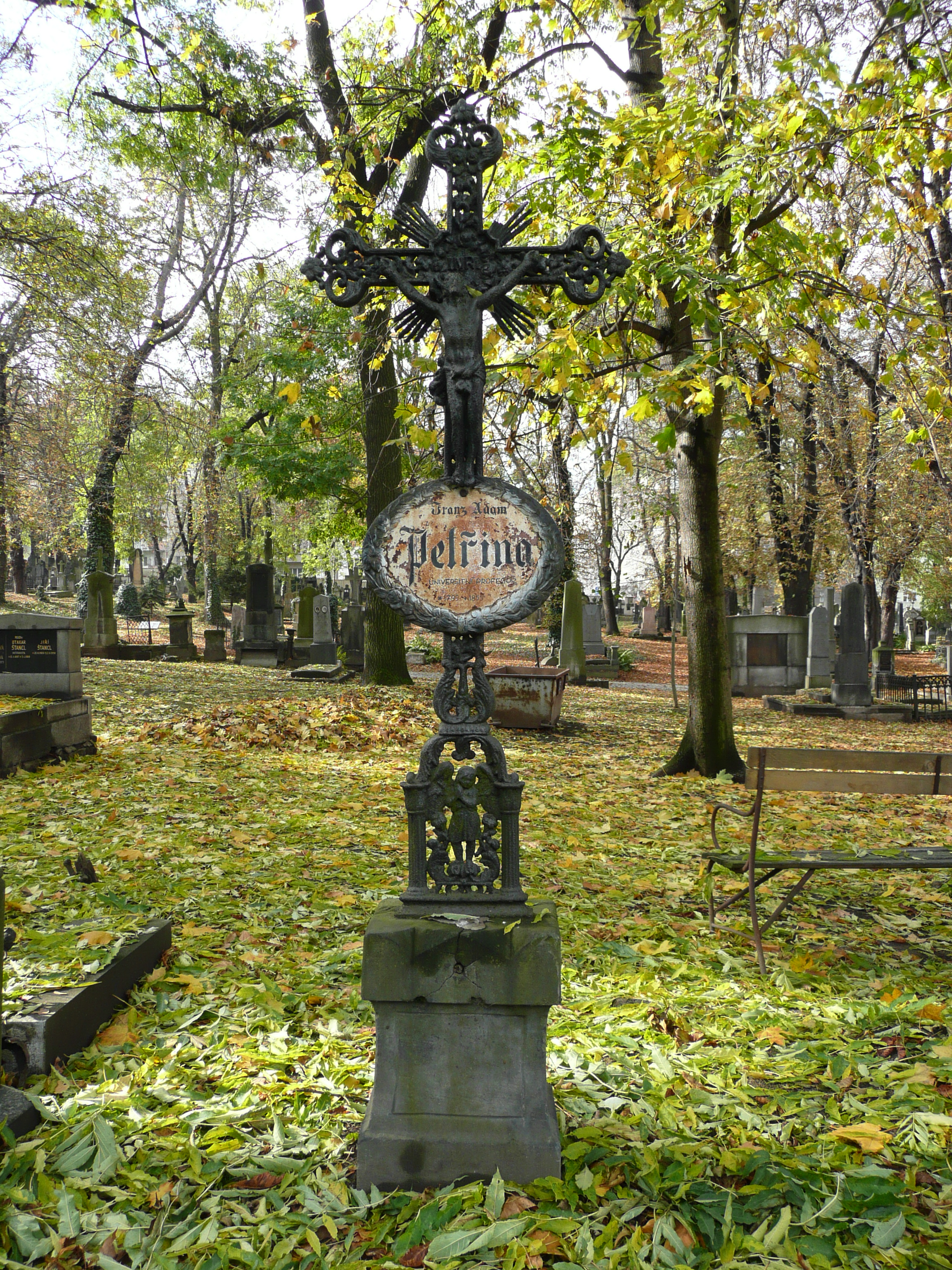
Grab Petřinas in Prag-Olšany

František Adam Petřina (deutsch Franz Adam Petřina, * 24. Dezember 1799 in Semily, Böhmen; † 27. Juni 1855 in Prag) war ein böhmisch-österreichischer Physiker.

## Leben
Da sein Vater als Weber seinen Wunsch zu studieren nicht erfüllen konnte, musste Petřina zunächst dessen Handwerk lernen. Erst nachdem er in seinem 17. Lebensjahr Webergeselle geworden war, konnte er mit Unterstützung von Freunden eine Schulbildung erwerben und dann die Universität Prag besuchen. 1832 wurde er als Adjunkt bei der Professur für Mathematik und Physik angestellt. Nachdem er 1836 promoviert hatte, lernte er in Wien Andreas von Ettingshausen und dessen gerade konstruierte Magnet-elektrische Maschine näher kennen. Für diese Maschinen und ihre Konstruktion interessierte er sich seither.
1837 wurde er am Lyceum in Linz als Professor der Physik und angewandten Mathematik angestellt. August 1844 wurde er Professor der Physik an der Universität Prag.
1842 wurde in Linz sein Sohn Theodor geboren.
Petřina entwickelte verschiedene Methoden zur Messung elektrischer Größen. Eine seiner ersten Arbeiten behandelt eine neue Theorie des Elektrophors und ein neues Harzkuchen-Elektroskop. Der erste theoretische Teil war unglücklich, aber das Elektroskop fand noch lange Beachtung.
Er erforschte die elektromagnetische Induktion und beschäftigte sich mit elektromagnetischen Maschinen, die er verbesserte. Außerdem stellte er Untersuchungen an über die Benutzung von Zweigströmen in der Telegraphie und entwickelte ein Telegrafensystem, mit dessen Hilfe man von beiden Endpunkten der Linie gleichzeitig telegrafieren konnte.
Ein Instrument, durch das er sich als Erfinder der musikalischen Telefonie eingeführt hätte, blieb unbekannt. Es soll eine Art elektromagnetisch betriebenes Physharmonika gewesen sein, das der Mechaniker Spitra in Prag anfertigte und das er am 26. Juli 1852 auf einer Sitzung der Böhmischen Gesellschaft vorführte. Die Töne waren über Drähte an ein gleiches Instrument übertragbar.
Sein früherer Assistent Alois Nowak wurde für zwei Jahre sein Nachfolger.

## Ehrungen
Ab 1848 war er korrespondierendes Mitglied der Wiener Akademie und ordentliches Mitglied der Böhmischen Gesellschaft der Wissenschaften. 1853 wurde er zum Mitglied der Deutschen Akademie der Naturforscher Leopoldina gewählt. 1861 wurde er auswärtiges Mitglied der Bayerischen Akademie der Wissenschaften.